# Disociační drogy
Disociační drogy narušují vnímání obrazu a zvuku a navozují pocity odloučení (disociace), děje se tak redukcí či blokováním signálů vědomí z jiných částí mozku. Způsobují především smyslovou deprivaci, halucinace a snům podobné stavy. Řadí se do skupiny halucinogenů. Mezi ně například patří PCP (andělský prach), ketamin, muscimol (obsažená v muchomůrce červené), oxid dusný, salvinorin A a dextrometorfan (DXM).